# سوریلند
سوریلند نام سری پویانمایی رایانه‌ای است که از طریق شبکه‌های اجتماعی پخش می‌شود. این پویانمایی معمولاً به طنز کردن رخدادها در ایران می‌پردازد.

## فهرست شخصیت‌ها
- پرویز (به شکل مادرزادی کجی ستون فقرات دارد. برای همین هنگامیکه می‌نشیند برای اینکه صاف شود پای راست خود را روی یک آجر می‌گذارد) (نگاه شود به قسمت داستان پری دریایی)
- پونه پورشه‌پرست (نگاه شود به قسمت غذای بیرون) (نام شناسنامه‌ای «پونه»، «اِنسیه» است)
- خسرو پرویزدوست (نگاه شود به قسمت بامبول ولنتاین) (پدر پونه)
- اشرف (مادر پونه) (نام مادر اشرف، عصمت است. قسمت خواستگاری ۱۴۰۰)
- بهروز
- جواد
- علاءالدین و غول چراغ جادو
- کله شیری (نام کله شیری اشاره به شکل کله او دارد که به مانند آلت مردی است)
- قُلی
- هم‌طویله‌ای (اُلی و خُلی)
- استاد دانشقند
- صاحبخانه
- مرتاض
- رستم
- خرگوش
- شخصیت‌های پسر شجاع
- شخصیت‌های فوتبالیست‌ها
- ایکیوسان
- شازده کوچولو

## آشنایی پرویز و پونه
دو فرضیه دربارهٔ آشنایی پرویز و پونه وجود دارد:
- درقسمت آشنایی پرویز و پونه افشا می‌شود که پرویز راننده اسنپی است که پونه را سوار کرد. پس از اینکه پرویز از آنجا رفت، پونه به دوستش اعتراف می‌کند که از پرویز خوشش می‌آید. اما به دلیل فعال کردن تماس امن اسنپ نمی‌تواند او را پیدا کند. پس از اینکه پونه تمام ماجرا را برای دوستش تعریف می‌کند پرویز پیدایش می‌شود و دوست پونه اورا معرفی می‌کند و معلوم می‌شود که آنها هم دانشگاهی هستند.
- در قسمت داستان پری دریایی، شاهزاده پرویز که کجی ستون فقرات دارد با دوست شاهزاده‌اش در دریا بود که زنی خوش صدا را می‌بیند و درهمین لحظه موجی به آنها می‌خورد و آن زن او را نجات می‌دهد. او برای پیدا کردن آن زن تلنتی برگزار می‌کند تا بین خوانندگان تلنت، آن زن را پیدا کند. در همین لحظه‌ها آن زن که یک پری دریایی است از جادوگری خواهش می‌کند که به او پا بدهد تا به سطح برود اما اگر تا غروب اورا پیدا نکند صدایش مال او می‌شود و طلسم رویش اثر می‌کند و نابود می‌شود. نزدیک‌های غروب، پری دریایی که به سطح آمده به پرویز زنگ می‌زند و خودش را معرفی می‌کند و به او می‌گوید تا غروب نشده به پارک بیا. پرویز به پارک می‌رسد. اما پری دریایی همان موقع که پرویز حواسش جای دیگری بود، اورا ندید و پری دریایی تبدیل به آجر می‌شود. درهمان لحظه پونه از راه می‌رسد و تا کجی پرویز را می‌بیند با آن آجر (یا همان پری دریایی) پرویز را صاف می‌کند. پرویز ماجرای قرارش را به او توضیح می‌دهد و می‌گوید ترجیح می‌دهد با اولین کسی که توانست صافش کند دوست شود و پیوند دوستی آنها شکل می‌گیرد.

## جوایز
فیلم کوتاه خون سهراب از مجموعه «رستم در سرزمین عجایب» با همکاری سروش رضایی و پویا افشار برنده جایزه جشنواره فیلم کوتاه بنیاد فرهنگ شد.